# Megastes spilosoma
Megastes spilosoma (Felder & Rogenhofer, 1875) è un lepidottero appartenente alla famiglia Crambidae, endemico del Brasile.